# Christer Gulldén
Christer Gulldén, född 13 augusti 1960 i Västra Frölunda, är en svensk före detta brottare. Han deltog i två olympiska spel – 1984 och 1988. Vid OS 1988 slutade han på fjärde plats i lätt tungvikt. 1981 vann Gulldén brons vid EM i Göteborg (tungvikt). Han tävlade i första hand i grekisk-romersk stil.

## Biografi

### Juniortiden
Redan under sin juniortid nådde Christer Gulldén framgångar. 1978 placerade han sig som femma på junior-EM i Uleåborg (lätt tungvikt, grekisk-romerskt), 1979 tog han silver i Haparanda, och under sitt sista juniorår 1980 blev han europamästare i lätt tungvikt i turkiska Bursa.

### Seniorkarriären
Gulldén hade därefter vissa svårigheter att etablera sig på juniornivå. I Gulldéns "naturliga" viktklass fanns den mer meriterade Frank Andersson att kämpa emot. Chister Gulldén valde ofta att gå upp till tungviktsklassen, där han dock då i regel var en av de lättare brottarna. Trots detta nådde han brons i EM 1981, inför hemmapubliken i Scandinavium i Göteborg, efter att året före ha placerat sig på nionde plats vid EM i samma viktklass.
Efter avslutningen av Frank Anderssons karriär gick Gulldén återigen ner i 90 kg-klassen (lätt tungvikt). 1987 nådde han tionde plats vid VM.
Under brottningskarriären deltog Christer Gulldén dessutom i ett antal nordiska mästerskap. 1979 (då han fortfarande var junior) vann han en bronsmedalj i 90 kg-klassen för seniorer i fri stil vid NM, och vid samma mästerskap vann han motsvarande klass i grekisk-romersk stil. Även vid junior-NM samma år tog han guld i grekisk-romerskt. NM-framgångarna fortsatte 1980 (guld både bland juniorer och seniorer i lätt tungvikt).
Senare under karriären tog han guld i NM 1984 och 1986. 1989 fick han NM-silver.
Till yrket är han brandman på Räddningstjänsten Storgöteborg. 

### Klubb och släkt
Gulldén tävlade för Örgryte IS (OS-året 1988). Han är farbror till handbollsspelaren Isabelle Gulldén.

## Meriter
- junior-EM: 1980 (guld i lätt tungvikt, grekisk-romersk stil)
- EM: 1981 (brons i tungvikt, grekisk-romersk stil)
- OS: 1988 (4:a i lätt tungvikt, grekisk-romersk stil)
- SM: 1979, 1980, 1988 och 1990 (guld i lätt tungvikt, grekisk-romersk stil)
- SM: 1986, 1987, 1994 (guld i tungvikt, grekisk-romersk stil)
- SM-guld i fri stil – fyra gånger